# Мальчево (Великопольське воєводство)
Мальчево (пол. Malczewo) — село в Польщі, у гміні Неханово Гнезненського повіту Великопольського воєводства.
Населення — 223 особи (2011).
У 1975-1998 роках село належало до Познанського воєводства.

## Демографія
Демографічна структура станом на 31 березня 2011 року:
|          | Загалом | Допрацездатний вік | Працездатний вік | Постпрацездатний вік |
| -------- | ------- | ------------------ | ---------------- | -------------------- |
| Чоловіки | 117     | 31                 | 76               | 10                   |
| Жінки    | 106     | 24                 | 68               | 14                   |
| Разом    | 223     | 55                 | 144              | 24                   |